# La Chaparrera
La Chaparrera es un centro poblado colombiano ubicado en el departamento de Casanare y constituye un corregimiento del mismo nombre del municipio de Yopal.
El corregimiento se encuentra ubicado al norte del municipio, junto al piedemonte llanero, registrando también paisaje de montaña correspondiente a la vertiente oriental de la cordillera de los Andes. Se encuentra a orillas del río Tocaría, ubicándose en la cuenca de este y la del río Cravo Sur, río al cual el Tocaría vierte sus aguas.